# René Benjamin
René Benjamin (n. 20 martie 1885, Paris, Franța – d. 4 octombrie 1948, Tours, Franța) a fost un scriitor și jurnalist francez care a câștigat Premiul Goncourt în 1915 pentru romanul Gaspard pe care l-a scris la spitalul din Tours unde a stat câteva luni, după ce a fost grav rănit în septembrie 1914. A fost primit la academia Goncourt în 1938. Prieten al lui Maurras și al lui Léon Daudet, l-a susținut pe mareșal Pétain în timpul ocupației germane.

## Biografie
Părinții lui René Benjamin au fost amândoi parizieni, familia sa paternă de câteva generații. Ernest Benjamin, tatăl său, reprezentant autorizat al unei case de vânzare a lenjeriei, a fost și membru și secretar general al Société des gens de lettres, unde a devenit prieten cu Octave Mirbeau și François Coppée. Mama sa, Berthe Hüe, a fost muziciană. Ernest Benjamin a murit pe când fiul său cel mare a împlinit șaisprezece ani. René, care a urmat cursurile Colegiului Rollin College unde a câștigat mai multe premii la Concours Général. Și-a continuat studiile de literatură la Sorbona și, la vârsta de 21 de ani, a plecat să-și facă stagiul militar.

## Opera
- Madame Bonheur, Grasset, 1909
- La Farce de la Sorbonne, Marcel Rivière et Cie, 1911
- Le Pacha, comédie en deux actes  Librairie Stock, 1911
- Les Justices de paix ou les vingt façons de juger dans Paris, Arthème Fayard, 1913
- Paris, sa faune et ses mœurs, l'Hôtel des ventes, G. Oudin, 1914
- Gaspard (Les soldats de la guerre), Arthème Fayard, 1915
- Sous le ciel de France. la guerre, Arthème Fayard, 1916
- Un pauvre village de France, L’Édition de luxe, 1918
- Le Major Pipe et son père, Anglais en guerre, Arthème Fayard, 1918
- Les Rapatriés, Berger-Levrault, 1918
- Le Palais et ses gens de justice, Arthème Fayard, 1919
- Grandgoujon, Arthème Fayard, 1919
- Amadou bolcheviste, Arthème Fayard, 1920
- La Pie borgne, Librairie Stock, 1921
- Les Plaisirs du hasard, 1922
- Antoine déchaîné, Arthème Fayard, 1923
- Valentine ou la folie démocratique, Arthème Fayard, 1924
- Il faut que chacun soit à sa place, La Nouvelle Revue française, 1924
- Le Soliloque de Maurice Barrès, Arthème Fayard, 1924
- La Prodigieuse Vie d'Honoré de Balzac, Plon, coll. « Le roman des grandes existences », 1925
- Minerve ou le Charcutier comprenant Valentine ou la folie démocratique – Il faut que chacun soit à sa place – Villandry ou le visage de la France, Nouvelle Librairie nationale, 1926
- Aliborons et démagogues, Arthème Fayard, 1927
- Au soleil de la poésie. Sous l'œil en fleur de Madame de Noailles, Librairie des Champs-Élysées, 1928
- Antoine enchaîné, Éditions des Cahiers libres, 1928
- Le maréchal Joffre, suivi de pages inédites et de l’histoire du Format:XXXVe Fauteuil, Félix Alcan, 1928
- Glozel, vallon des morts et des savants, Arthème Fayard, 1928
- La cour d'Assises, ses pompes et ses œuvres, Arthème Fayard, coll. « Le Livre de demain », 1931
- Les Paroles du maréchal Joffre, Éditions des Cahiers libres, 1929
- Les Augures de Genève, Arthème Fayard, 1929
- Clemenceau dans la retraite, Plon, 1930 (coll. « La Palatine »)
- Taureaux et méridionaux, Édition du Capitole, 1930
- Saint Vincent de Paul, À la Cité des Livres, 1930
- La Dernière Nuit, Flammarion, 1930 (coll. « Les Nuits »)
- Barrès-Joffre, Plon (coll. « Grandes figures »), 1931
- Charles Maurras, ce fils de la mer, Plon (coll. « La Palatine »), 1932
- Paris, pièce en deux actes et huit tableaux représentée pour la première fois au théâtre de la Porte Saint-Martin le vendredi 22 janvier 1932, Plon, 1932
- Sacha Guitry, roi du théâtre, Plon, 1933 (coll. « La Palatine »)
- Molière, Plon, 1936
- Mussolini et son peuple, Plon, 1937
- Chronique d'un temps troublé, Plon (coll. « La Palatine »), 1938
- Marie-Antoinette, Les Éditions de France, 1940
- Le Printemps tragique, Plon (coll. « La Palatine »), 1940
- Vérités et rêveries sur l'éducation, Plon, 1941
- La Solitude d'Antoine, Aux Armes de France, 1941
- Le Maréchal et son peuple, Plon, 1941
- Les Sept Étoiles de France, Plon, 1942
- L'Homme à la recherche de son âme : témoignage d'un Français sur le drame de ce temps, Plon, 1943
- Le Grand Homme seul, Plon, 1943
- La Table et le verre d'eau. Histoire d'une passion, Genève, Les Trois Anneaux, 1946
- L'Enfant tué, Les Éditions nouvelles, 1946
- Les Innocents dans la tempête, Plon, 1947
- La Visite angélique, 'L'Élan, 1948
- Le Divin Visage, 'L’Élan', 1948
- La Galère des Goncourt, préface de Sacha Guitry, L'Élan', 1948
- Le Vin, lumière du cœur, Robert Cayla, coll. « Les Amis de l’originale », 1948
- Balzac
- Carnets de Guerre 1939-1948
- René Benjamin journaliste